# Sodna oblast
Sodno oblast predstavljajo sodišča, kjer delujejo sodniki in ostalo strokovno osebje. Je tudi pravica do sojenja na podlagi veljavnih zakonov in ob upoštevanju predloženih dokazov. Po načelu delitve oblasti je sodna oblast ločena od izvršilne in od zakonodajne zato, da je zagotovljena nepristransko.
Sodno oblast izvršujejo sodišča.
Sodna oblast je pri opravljanju svoje funkcije neodvisna.